# یاسوجی موراتا
یاسوجی موراتا (انگلیسی: Yasuji Murata; ۲۴ ژانویهٔ ۱۸۹۶ – ۲۲ نوامبر ۱۹۶۶) کارگردان فیلم، و پویانما اهل ژاپن بود.